# Antiblemma acclinalis
Antiblemma acclinalis är en fjärilsart som beskrevs av Jacob Hübner 1823. Antiblemma acclinalis ingår i släktet Antiblemma och familjen nattflyn. Inga underarter finns listade i Catalogue of Life.